# 香港身份證
香港身份證（英語：Hong Kong Identity Card）是香港特別行政區的身份證明文件，由入境事務處簽發，為香港居民的主要身份證明文件，分為「香港永久性居民身份證」和「香港居民身份證」。《香港法例》第177章《人事登記條例》規定，凡年滿11歲的香港居民，必須於年滿11歲後或抵港30天內登記領取身份證。每張香港身份證均有持證人的姓名及出生日期等個人資料，並把持證人的黑白照片印在證上。在姓名一欄下面，亦印有中文電碼，以方便政府或機構作輸入姓名之用。
持有香港身份證，并不代表擁有香港居留權。根據香港法例，只要在港（工作、讀書等）逗留超過180天並年滿11歲或以上就必需申請香港居民身份證，但是也并不代表持有香港身份證在港連續居留七年或以上就擁有居港權。

## 名稱

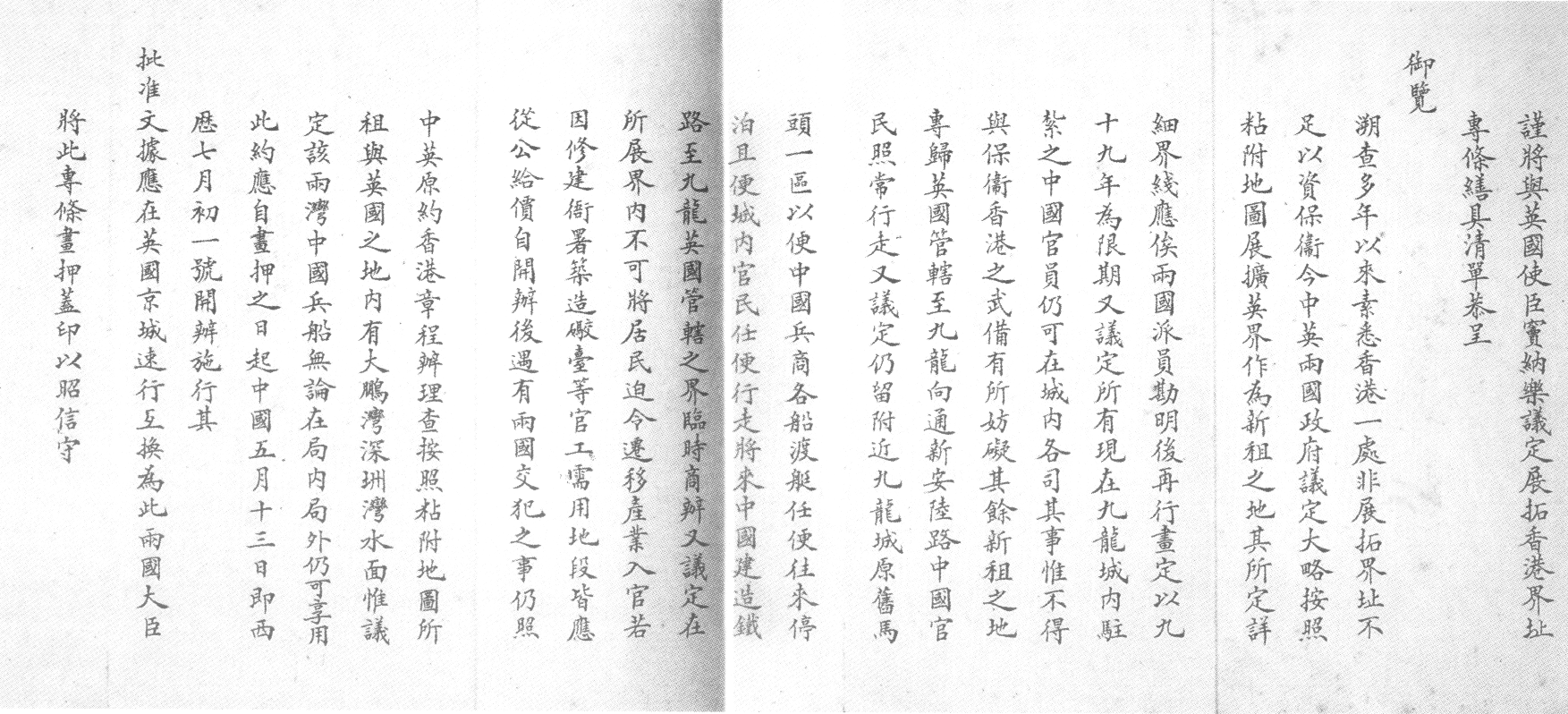
1898年《展拓香港界址專條》內文有「至九龍向通新安陸路，中國官民照常行走」

香港身份證之中文名稱曾經惹起爭論，《香港特別行政區基本法》中採用「身份證」，《人事登記條例》則採用「身分證」。不過，香港政府從英國屬土時代已經採用「身份證」為中文名稱，而香港立法會亦通過繼續使用“身份證”為中文名稱，香港文字研究者容若亦認為「份」為正字。因此，1991年香港政府計劃將「身份」復古為「身分」的時候，容若與陸離等等人士大力反對。因而惹起支持「份」和「分」的不同人士展開辯論，最後香港政府維持原有寫法。此外，「身份證」的“證”字乃最為傳統的正體字，亦為官方寫法；而非異體繁體字——“証”字。

## 人手書寫身份證

### 英治前期
1844年，立法局通過一項法案，規定華裔居民必須向政府登記職業和地址，警員在街上看到形跡可疑的人，隨時會向他們查閱登記證，如果未能立即出示，便會送官究治，罰款5個銀元或打20藤，這樣做主要是由於當時治安欠佳。
英國租借新界後早期，民事紛爭都交由新界鄉議局負責，1936年，新界鄉議局認為簽發《新界居民籍貫證》（即俗稱《鄉民證》）的需要。當時新界到市區交通不發達，新界鄉民到市區工作或進行商業活動，可能需要投宿一兩晚，《鄉民證》便發揮身份證明的作用，惟據說因女性較少外出活動，沒需要證明身份，因此女性不獲簽發。首屆鄉議局主席李仲莊負責簽發鄉民證。

### 日佔時期
香港被日本佔領期間，日本軍政府為了方便管理及監控香港人口，於是勒令全香港市民均需要領取住民證。例如，市民要領取由日本皇軍配給的米糧時，就必須出示住民證、軍票以及糧油證等才可以獲取。住民證上寫有姓名、地址、職業和籍貫。

### 二戰之後
1949年以前，英屬香港政府無限制中國大陸人從中國大陸移居香港，一般人皆可以隨意往來香港與中國大陸兩地。1949年中國共產黨成立中華人民共和國後，大量中國大陸人湧入香港。為了控制香港人口，香港政府開始實行邊境管制，限制中國大陸人入境，並且開始登記香港居民及發出身份證。首次登記於1949年展開，當時發出的身份證只是一張以人手填上資料的硬皮紙張，有五種顏色分別區別普通市民和漁民、新界居民、政府公務員、小機構僱員和大機構僱員。如市民要出境，亦需要憑身份證申請旅行證件，否則離港後便喪失居民資格。
1960年6月1日起，香港政府發出第二代身份證，身份證上包括持證人的指紋及頭像，資料以打字機填上，並且經過層壓處理。男性的身份證為白色底、藍色印刷，女性的則為白色底、紅色印刷。1973年11月，香港政府發出第三代身份證，身份證上原有的指紋取消，而且不再以顏色區分性別。兩代身份證上均蓋有簽發印章，以綠色代表居留在香港不足7年的居民，黑色代表永久居民。故此，當時的香港新移民被稱呼為「綠印客」。
香港早期並無法例規定香港居民必須攜帶身份證外出，為了阻止香港偷渡潮的問題，香港政府於1980年10月23日起實施即捕即解政策，規定所有年滿15歲的香港居民必須在公眾地方攜帶身份證。

第一代電腦身份證（1983年版）

第二代電腦身份證（1987年版）

第一代智能身份證（2003年版）

## 電腦身份證

### 第一代
1983年3月，人民入境事務處推出第一代電腦身份證，比較舊證加強防偽措施，再套上刻有入境處字樣的塑膠硬膜，並且透過電腦系統令出入境程序簡化。

### 第二代
隨著中英聯合聲明的簽署及實施，確認中華人民共和國政府於1997年7月1日恢復行使香港主權，人民入境事務處由1987年6月1日起推出沒有殖民地徽號的第二代電腦身份證，方便在香港主權移交後繼續使用。此外，所有在香港出生或居住滿7年的人士及其子女獲發永久性居民身份證，證件背面註明持證人擁有香港居留權。沒有居留權的其他合法居留者則獲發普通身份證。
首階段換證計劃於1987年7月1日展開，設8間換證中心，首批受惠者是1967至1968年出生的男性，其次是1965至1966年及1963至1964年的男性，其中1961至1962年男性的換證期跨年進行，之後在翌年7月為1951-1969年出生的女士換身份證。在1989年7月，為餘下的男士換身份證（1952年或以前）。最終在1991年9月為1975，76出生的人士換新兒童身份證，並在11月30日正式完結。第一代電腦身份證自1988年5月21日起分若干個階段失效，至1992年5月17日起全部失效，而換證中心亦於1991年12月關閉。

## 智能身份證

### 第一代
由於舊款電腦身份證及其電腦支援系統的設計均已老化及過時，使用偽造或非法改動身份證的案件時有發生。1999年11月，入境事務處聘請顧問公司，就採用新的身份證和人事登記系統進行可行性研究及提出建議方案。經仔細考慮顧問的建議後，政府決定推出一款具備多種用途的智能式身份證，以及採用一套新的電腦支援系統，名為智能式身份證系統。
2003年，入境事務處分階段為香港居民簽發第一代智能身份證，於2003年6月23日開始為身份證遺失或損毀的持證人、需要更改身份證內容的持證人、年滿11歲或18歲的換領兒童及成人身份證的人士簽發智能身份證，惟需要在人事登記辦事處而非智能身份證中心（下稱換證中心）辦理，部分1985年及1992年出生的香港居民更分別成為是次直接領取首批成人身份證和首批兒童身份證的受惠者。同年8月18日起，全香港居民按照其出生年份分階段換領智能身份證，入境事務處在全香港特別設立9間智能身份證中心供予市民換證，所有1968年及1969年出生的香港居民為首批換領成人身份證的受惠者，1966、1967年出生的市民則緊隨其後。換證中心最後換證申請日期為2007年3月31日，換證中心的領證服務則維持至同年5月18日並在翌日關閉。
是次換證計劃並不將1986年至1989年出生，及1993至1996年出生的人士納入換證計劃的對象內，因為他們在換證計劃實行當中將會年滿18歲或11歲，並在人事登記辦事處辦理之下獲發智能身份證。
2008年7月13日，入境事務處宣佈第一代電腦身份證於2008年11月30日起全部失效。惟因為身在外地而無法換證的香港居民，舊有的香港身份證仍然有效，惟有關人士回來香港後30日內必須前往入境事務處轄下的人事登記處更換身份證。

### 第二代
隨著入境事務處簽發首批智能身份證至2013年踏進第10年，入境事務處正在對智能身份證的使用進行全面檢討，研究在將來更換第二代智能身份證時，加大晶片容量，預留空間加入更高解像度及可以用作容貌辨識的持證人相片，作為指模以外的另一項生物特徵。由於智能身份證的防偽特徵從來未有被破解過，而換證則需要全民參與，又涉及在全香港尋覓地點作為換證中心，入境事務處會審視換證的必要性，相信換證計劃最快要待2018年第二季才會進行。
2013年5月，入境事務處表示正在計劃研究智能身份證系統，檢視是否存有不足之處，及是否需要引入更為先進的技術，以提升智能身份證的物料質素、智能卡晶片的保密性、防偽及生物特徵技術等。
2014年1月初，入境事務處宣佈將會推出新一代智能身份證系統，涉及開支14.6億元。對比以往的身分證，新一代智能身份證有以下特徵：
- 採用最新穎的防偽特徵，包括具波浪及立體效果的全息圖，觸覺浮雕特徵，透明窗口，多元化圖案背景，彩色紫外線圖案等；
- 採用新一代的灰階激光技術以及新一代的聚碳酸不碎膠，因而更耐用及印刷效果更佳，方便識別；
- 採用保安程度更高以及更大容量晶片，能夠透過接觸與非接觸方式讀取；
- 引入無線傳輸技術及內置射頻識別（RFID），需要透過光學閱讀解密後才能夠啟動，並且限制於兩厘米距離內才可以使用；持證者於未來通過e道毋需進行插卡的動作，可以縮短1/3時間至僅需要8秒。持證者也可以選擇用回傳統的插卡方式使用e道[9]。

對於外界擔心執法機構或者不法之徒能夠遙距讀取智能身份證之資料，保安局於2015年1月向立法會保安事務委員會提交補充文件重申，智能身份證之晶片只支援約10厘米範圍內的通訊，並且必須通過雙重認證──智能身份證需要被放置在被認可的閱讀器上讀取鑰匙文字串及產生第一條加密密匙後，經由智能身份證之晶片認證，再建立晶片和閱讀器之間的實時及專用加密通訊通道，此時閱讀器才會提交第二條加密密匙，而且認證成功後才能夠開啟加密資料，作出傳送。由於智能身份證本身無電池運作，故此在無電源下，晶片根本無法自行傳送訊號，資料亦不能夠在無持證人的同意下遭人隔空讀取；因此外界所指擔憂並不可能存在。
2018年10月，入境事務處宣佈全港市民由2018年12月27日起，分批更換新一代智能身份證。行政長官、行政會議成員、立法會議員、主要官員、入境事務隊成員、警務人員及勞工督察率先換證。其後安排全香港居民按照其出生年份分階段換領新一代身份證，各個出生年份的換證日期均有時間表。1985至1986年出生的普通市民為第一批換領者，1968、1969年出生的市民則緊隨其後。入境處助理處長（個人證件）陳天賜解釋這樣安排是因為1985至1986年出生的市民，在2003年的換證計劃推行時大多剛好年滿18歲，並獲發第一代智慧型身份證；而1968、1969年出生的市民則是2003年換證計劃中最早換證的一群，基於這些市民在身份證沒有丟失或遭到損毀的前提下，擁有第一代智慧身份證最長的持有週期，所以最先獲安排換證。
此次換證計劃容許換領者連同兩名65歲或以上的親友一起陪同換證，之後更擴展到可連同兩名身心障礙的人士一起換證。入境處也首度推出外展形式換證服務，並到訪全港的安老及殘疾人士院舍，為居住在這些地方的年長者或身心障礙人士安排換證。
是次換證計劃並不將2001年至2004年出生，及2008至2011年出生的人士納入換證計劃的對象內，因為他們在換證計劃實行當中將會年滿18歲或11歲，並在人事登記辦事處而非換證中心辦理之下獲發新一代身份證。
由於2020年起受到2019冠狀病毒病疫情影響，曾三度暫停辦理換證，全港市民完成換證亦由2022年初延至2023年1月14日。換證中心最後換證申請及領證日期為2023年3月3日，並於3月4日起全面關閉。
2018年11月，入境事務處宣佈由同年11月26日起年滿11歲或18歲、補領身份證或更改資料之人士可以開始申領新一代智能身份證，惟需要在人事登記辦事處辦理，部分2000年及2007年出生的香港居民更分別成為是次直接領取首批成人身份證和首批兒童身份證的受惠者。根据《人民日报海外版》的报道，香港特区政府创新及科技局局长杨伟雄表示，香港将在2020年为所有香港居民免费提供“数码个人身份”。
智能身份證的尺寸為85.60 × 53.98毫米（3.370 × 2.125英寸），即ISO 7810ID-1標準，與不少銀行卡相同。智能身份證上有一塊晶片儲存持證人士的個人資料，包括持證人指紋及電子證書等。除了可以作一般出入境及身分認證用途外，還可以用作網上電子證書、香港公共圖書館的圖書證。政府曾經計劃於2007年將香港駕駛執照資料兼備於智能身份證的晶片內，但由是於實際運作上有缺點，例如香港市民及海外機構難以查閱晶片內資料、被吊銷駕駛執照者需重發身份證等，因此有關計劃被擱置。持有智能身份證或新智能身份證的香港居民，可以使用香港各出入境口岸的香港居民e-道自助過關，節省等候時間。
智能身份證及換證計劃，由研究發展至推廣，總共耗資逾7億港元。
2024年6月，香港特別行政區政府宣布第一代智能身份证分两个阶段于2025年5月12日（适用于1970年1月1日及之后出生者）以及2025年10月12日（适用于1969年12月31日及之前出生者）起失效。

## 領證資格
《香港法例》第177章《人事登記條例》和177A章《人事登記規例》規定，凡年滿11歲的香港居民（獲豁免或被排除的人除外），或在香港以外地方申請而獲發永久性居民身分證的持有人，必須於年滿11歲後或抵港30天內登記領取身份證。

### 永久性居民身份證資格
如人事登記處登記主任信納該申請人享有香港居留權，便須將永久性居民身分證發給該人。

### 豁免登記身份證的情況
- 持有官方證件的中國人民解放軍服役人士（定居本地者除外）以及他們的配偶及不足18歲的子女
- 中華人民共和國中央人民政府僱用的人（定居本地者除外），以及他們的配偶及不足18歲的子女
- 如登記身份證會損害其健康或他人健康的老年人、失明人或體弱的人
- 在香港過境的真正旅客
- 获登記主任信納不準備在香港逗留超過180天，或獲准逗留不超過180日的人士
- 領事、領事館職員、歐共體辦事處主任及歐共體辦事處人員的不足11歲的子女
- 不足11歲的兒童

但任何上述的人，如有意登記、申請發給或換領身份證可獲發香港身份證，惟需滿足以下任一條件：
- 入境處處長同意；或
- 申請香港特別行政區護照或身分證明書且申請人有香港居留權；或
- 持有在香港以外地方申請而獲發的永久性居民身分證的11歲或以上的人。

此外，對於如登記身份證會損害其健康或他人健康的人士需要申請《豁免登記證明書》，作為香港身份證的替代文件。領事、領事館職員、歐共體辦事處主任及歐共體辦事處人員子女可以申請領事團身份證。
實務上持《因公往來香港澳門特別行政區通行證》和香港工作進入許可赴港中資企業和機構常駐工作超過180天的人士通常都會持有香港身份證，惟以該證逗留香港期間並不視為在香港通常居住，而無法申請核實永久性居民身份證資格。

### 不會獲發身份證的情況
- 以前在越南居住，並獲准以難民身分在香港逗留以待移徙他處的人士
- 居住在中國大陸並合資格享有香港居留權，但不獲發居留權證明書的人士

## 種類
香港身份證共分為兩類，分別為「香港永久性居民身份證」及「香港居民身份證」。未滿18歲人士所領取的身份證，亦稱為兒童身份證，而年滿18歲人士需於18歲生日後的30天內，更換成人身份證。

### 永久性居民身份證
香港永久性居民身份證是入境處簽發給擁有香港居留權人士的身份證。香港永久性居民身份證俗稱「三粒（顆）星」，因他們所持有的永久性居民身份證上，註有「***」的標記而得名。其實，該標記的意思與持證人是否擁有香港居留權無直接關係，只代表持證人年齡為18歲或以上，及有資格申領香港特別行政區回港證，可以取得其他地區護照或旅遊證件的非中國籍香港永久性居民沒有該標記。香港永久性居民於出入香港邊境時，只需出示身分證，亦不需要填寫「出入境申報表」即可過關。在香港法例第115章《入境條例》第2A條中，規定香港永久性居民在不抵觸第2AA（2）條的條文下，具有以下權利：
1. 在香港入境；
2. 不會被施加任何逗留在香港的條件，而任何向他施加的逗留條件，均屬無效；
3. 不得向他發出遞解離境令；
4. 不得向他發出遣送離境令。

如香港永久性居民因需要更換新證或因丟失舊證而要補領，在新證未發出前入境處會發出「申請香港永久性居民身份證收據」（ROP 140A）。此收據具臨時身份證的功能，但不可作出入境之用。出入境時必須持有回港證或有效旅遊證件（例如：香港特區護照）。
香港永久性居民身份證又分為本地簽發和海外簽發，海外簽發的香港永久性居民身份證背面載有以下加註：
海外簽發

本證持有人必須在回港
後的三十天內申領新證

海外簽發的香港永久性居民身分證背面（2018版）

如該永久性居民身份證持有人申領身份證時未滿11週歲則第二部分為：
本證持有人必須在回港
後的三十天內申領新證
未滿十一歲者除外

### 沒有居留權的居民身份證
香港居民身份證是入境處簽發給沒有香港居留權而獲准在香港逗留超過180天又年滿11歲的人士的身份證，這類身份證並不載有有關擁有香港居留權的字樣。獲准「無條件限制逗留」的中國籍非永久性居民以及無法取得其他地區護照或旅遊證件的非中國籍非永久性居民的身份證有「*」或「***」標記。
儘管香港基本法規定香港非永久性居民為沒有居留權的香港身份證持有人，但各類非永久性居民憑藉身份證在香港所享有的權利並不相同。具有入境權的香港居民可以自由在香港就學、工作和居留而不受任何限制，根據《入境條例》具有入境權的香港居民具有以下權利：
1. 在香港入境；
2. 不會被施加任何逗留在香港的條件，而任何向他施加的逗留條件，均屬無效；
3. 不得向他發出遣送離境令。

不同於其他非永久性居民，在使用公立醫院服務時出示有「R」標記的香港身份證無需查驗香港居民身份有效性。
輸入勞工、外籍家庭傭工、領館人員以及中央人民政府旅行證件持有人儘管持有有效沒有居留權的香港身份證，但不代表可視為通常居於香港而申請核實香港永久性居民身份證資格。若擁有入境權的人士被解遞離境而該命令仍有效，而未擁有入境權的人士逗留期限已滿或屬非永久性居民的逗留身份已失效，則他們的香港身份證處於並非有效的狀態。
香港非永久性居民首次申請身分證、更換新證或因丟失舊證而要補領，在新證未發出前入境處會發出「申請香港居民身份證收據」（ROP 140）。此收據具臨時身份證的功能，但不可作出入境之用，出入境時必須使用可顯示其在香港的逗留身份的有效旅遊證件。

## 自助出入境檢查系統
一般而言，年滿11歲除輸入勞工、外籍家庭傭工、學生簽證持有人和需以新逗留條件入境的非永久性居民以外的香港身份證持證人可以使用e-道出境或入境香港。

### e-道
符合下列資格的香港居民，便可使用e-道服務：
- 年滿11歲或以上的香港永久性居民（使用智能身份證）；或
- 年滿11歲或以上，並持有簽證身份書的香港居民（使用智能身份證，並持有有效的簽證身份書）；或
- 年滿11歲或以上，並擁有香港入境權或在香港不受任何逗留條件限制的人士（使用智能身份證）；或
- 獲發通知標籤的非永久性居民（使用智能身份證，持有外籍家庭傭工、學生或輸入勞工簽證除外）；或
- 已登記的11歲以下並就讀小學的跨境學童（使用已登記的有效旅行證件）；[21]或
- 年滿11歲或以上，持有智能身份證且已登記「非觸式e-道」的外籍家庭傭工、學生或輸入勞工簽證持有人，該類人士需在首次以香港居民身份抵港時已成功激活簽證並完成入境手續。

### 非觸式e-道
符合下列資格並持有智能身份證和配備生物認證功能的流動電話的香港居民，可登記後使用「非觸式e-道」服務：
- 年滿11歲或以上的香港永久性居民；或
- 年滿11歲或以上，並持有有效簽證身份書的香港居民；或
- 年滿11歲或以上，並擁有香港入境權或在香港不受任何逗留條件限制的人士；或
- 已獲發通知標籤的香港居民（持有外籍家庭傭工、學生或輸入勞工簽證除外）；或
- 年滿11歲或以上，持有外籍家庭傭工、學生或輸入勞工簽證並於抵港時使用傳統櫃位成功激活簽證並完成入境手續，且獲准在港的逗留條件仍然有效，並已在「非觸式e-道」流動應用程式登記使用「e-道」的香港居民。

### 登機易e-道
符合以下所有資格的香港居民於香港國際機場離境時可使用登機易e-道：
- 年滿11歲或以上的香港居民；
- 以有效的下列證件離境並選擇使用香港機場管理局的「登機易」服務：

1. 香港特別行政區護照；或
2. 香港特別行政區簽證身份書；或
3. 港澳居民來往內地通行證（回鄉證）

### 車輛e-道
符合以下資格的香港跨境司機可在成功登記後使用智能身份證在車輛e-道辦理自助出入境檢查：
- 香港永久性居民；或
- 持有簽證身份書的香港居民；或
- 擁有香港入境權或在香港不受任何逗留條件限制的人士；或
- 獲發通知標籤的香港非永久性居民（持有外籍家庭傭工、學生或輸入勞工簽證除外）。[22]

## 旅行用途

### 來往中國大陸
根據香港人民入境事務處的前往中國「出入境簡化」計劃，自1987年11月1日起，持有「***」標記香港身份證的人士經文錦渡、沙頭角、紅磡及羅湖往來中國可免用回港證及免填出入境申報書，並在其後適用於所有管制站。現時11歲以上香港永久性居民以及持有「***」標記香港身份證的香港居民均可以單獨使用身份證在來往中國大陸時出境或入境香港而毋需申請回港證。
年滿11歲或以上的香港永久性居民若持有《香港永久性居民身份證》和已辦理中國內地和澳門的快捷通關備案，可以憑藉該證在施行兩地一檢的珠澳口岸合作自助或合作人工查驗通道進入澳門時僅使用此證，進入珠海時僅使用回鄉證。

### 澳門特別行政區
香港永久性居民身份證持有人和載有「*」、「***」或「R」標記的香港身份證持有人可豁免「簽證」或「入境許可」進入澳門特別行政區，逗留最長1年，期間可旅遊或等同旅遊。除此之外，香港非永久性居民在同時出示香港居民身份證和有效《香港特別行政區簽證身份書》或使用澳門自助過關系統的情況下可免簽證入境澳門逗留30天，而在同時出示香港居民身份證、有效中國護照、有效香港進入許可的情況下可免簽證入境澳門逗留7天。

#### 自助出入境檢查
符合以下資格的香港居民，便可登記使用澳門特別行政區的自助過關系統。
- 年滿11歲或以上；及
- 持有香港永久性居民身份證或持有載有「*」、「***」或「R」標記的香港身份證；或
- 持有有效的香港居民身份證及有效期不少於一個月的香港特別行政區簽證身份書。

### 阿尔巴尼亚
根据阿尔巴尼亚外交部网站信息，香港身份证可作为入境该国的有效旅行证件使用。惟该网站并未指明只接受香港永久性居民身份证，抑或接受所有的香港身份证。

## 身份證號碼和符號

### 身份證號碼
而根據香港法例，身份證號碼無提及不能更改（符合一些情況是可以更改的）。每張香港身份證均印有一個身份證號碼，身份證號碼由1或2個英文字母及6個數字組成。括號內的數字是校驗碼，是為方便電腦處理資料及檢查號碼輸入是否正確而設，並非身份證號碼的一部份。
身份證號碼用途十分多，亦是重要的個人資料，受到個人資料私隱專員行使第香港法例第486章《個人資料（私隱）條例》所賦予的權力所發出的《身份證號碼及其他身份代號實務守則》所保護。
由Z字頭身份證號碼開始，其身份證號碼亦是教育局的學生編號，有別於之前另設一組八位數字作為教育局學生編號。

#### 起首字母
1983年3月28日以前，身份證號碼的起首字母是根據當時的人事登記辦事處所在地區而編配，例如香港區用A、D及H，九龍區用B、E及G，新界區用C。如沒有中文姓名的新登記身份證人士則會簽發XA、XB、XC、XD、XE、XG、XH等英文字母為首的身份證。
而由1980年起，新簽發的香港出生證明書（俗稱出世紙），採用了與身份證相同的號碼格式 ，將來領取的身份證號碼會與採用與出世紙相同的號碼。換言之，1980年後出生的嬰兒在取得出世紙時已知自己的身份證號碼。另外，由於嬰兒出生後，其父母有42天寬限期領取出世紙，而身份證號碼上的英文字母是以出世紙的簽發日期為準，所以有少部份在1979年11月及12月出生的嬰兒亦擁有Z字頭的身份證號碼，事實上，第一張Z字頭的身份證亦是由1979年12月出生的香港居民持有，而到之後1989年發出的Y字頭、2005年S字頭和2019年N字頭身份證號碼亦是採用同一機制。
1983年3月28日起，人民入境事務處推出第一代電腦身份證時，首次登記身份證的人士會獲簽發K字頭的身份證，直至1990年8月1日，開始簽發P字頭的身份證，2000年12月28日起開始簽發R字頭的身份證，2011年8月1日起開始簽發M字頭的身份證，2020年2月24日起開始簽發F字頭的身份證。此類身份證是簽發予沒有香港出生證明書的人士。
直至2003年8月，11歲以下兒童獲簽發編號V字頭的簽證身份書會成為其日後的身份證號碼。此類人士大多為持單程證移居香港，而當時尚未合資格成為香港永久性居民。
2010年代，隨着香港人口不斷增長，身份證的英文字母編號可能用盡，政府將引入「雙字母」
。
| 字母                       | 註解 |
| 單字母                     | 單字母 |
| -------------------------- | --- |
| A                          | 首批身份證，1949-1962年間在簽發，大部份人在1950年代之前出生                                                             |
| B                          | 1955-1960年間在市區辦事處簽發                                                                                           |
| C                          | 1960-1983年間在新界辦事處簽發，如小童申請人多於1946-1971年間出生，以香港出生者為主                                      |
| D                          | 1960-1983年間在港島辦事處簽發，如小童申請人多於1946-1971年間出生，以香港出生者為主                                      |
| E                          | 1955-1969年間在九龍辦事處簽發，如小童申請人多於1946-1962年間出生，以香港出生者為主                                      |
| F                          | 2020年2月24日起首次獲簽發身份證的人士                                                                                   |
| G                          | 1967-1983年間在九龍辦事處簽發，如小童申請人多於1956-1971年間出生                                                        |
| H                          | 1979-1983年間在港島辦事處簽發，如小童申請人多於1968-1971年間出生，以香港以外出生者為主                                  |
| I                          | 未曾被使用 |
| J                          | 1991年10月23日開始簽發予領事館僱員，2003年起簽發予歐共體辦事處人員並取代原EC字頭。                                      |
| K                          | 1983年3月28日至1990年7月31日首次獲簽發身份證的人士，如小童申請人多於1972年至1979年6月在香港出生                         |
| L                          | 1983-2003年間簽發，電腦系統故障時使用的備用號碼，故很少人持有。2003年6月23日起停用。                                    |
| M                          | 2011年8月1日至2020年2月23日首次獲簽發身份證的人士，如小童申請人多於2000年起在香港以外出生                               |
| N                          | 2019年6月1日起於香港登記出生的人士。而2013年曾因入境處失誤而簽發。                                                      |
| O                          | 未曾被使用 |
| P                          | 1990年8月1日至2000年12月27日首次獲簽發身份證的人士，如小童申請人多於1979年7月至12月在香港出生，或1980年代在香港以外出生 |
| Q                          | 未曾被使用 |
| R                          | 2000年12月28日至2011年7月31日首次獲簽發身份證的人士，以香港以外出生者為主                                               |
| S                          | 2005年4月1日至2019年5月31日於香港登記出生的人士                                                                         |
| T                          | 1983-1997年間簽發，電腦系統故障時使用的備用號碼，故很少人持有。1997年7月1日起停用。                                     |
| U                          | 未曾被使用 |
| V                          | 1983年3月28日至2003年8月31日獲簽發簽證身份書的11歲以下兒童                                                              |
| W                          | 1989年11月10日至2009年1月1日首次獲簽發身份證的外籍勞工及外籍家庭傭工                                                    |
| X                          | 未曾被使用 |
| Y                          | 1989年1月1日至2005年3月31日於香港登記出生的人士                                                                         |
| Z                          | 1980年1月1日至1988年12月31日於香港登記出生的人士                                                                        |
| 雙字母                     | |
| EC                         | 1993-2003年間，簽發予歐共體辦事處人員及其在港家庭成員                                                                   |
| WX                         | 2009年1月2日起首次獲簽發身份證的外籍勞工及外籍家庭傭工                                                                  |
| XA/ XB/ XC/ XD/ XE/ XG/ XH | 1983年3月27日前沒有中文姓名的新登記身份證人士                                                                           |

#### 校驗碼
身份證號碼6位數字後，括號內的數字是校驗碼，是為方便電腦處理資料及檢查號碼輸入的正確性而設。
以下是校驗碼的演算法：

|                               | 字母                                  | 字母                                  | 數字                                  | 數字                                  | 數字                                  | 數字                                  | 數字                                  | 數字                                  |                     |
| ----------------------------- | ------------------------------------- | ------------------------------------- | ------------------------------------- | ------------------------------------- | ------------------------------------- | ------------------------------------- | ------------------------------------- | ------------------------------------- | ------------------- |
| 例子                          | G123456                               | G123456                               | G123456                               | G123456                               | G123456                               | G123456                               | G123456                               | G123456                               |                     |
| 號碼                          | SPACE=36=3                            | G=16=5                                | 1                                     | 2                                     | 3                                     | 4                                     | 5                                     | 6                                     |                     |
| 比重                          | 9                                     | 8                                     | 7                                     | 6                                     | 5                                     | 4                                     | 3                                     | 2                                     |                     |
| 乘積同余                      | 27=5                                  | 40=7                                  | 7                                     | 12=1                                  | 15=4                                  | 16=5                                  | 15=4                                  | 12=1                                  |                     |
| 積項和                        | 5+7+7+1+4+5+4+1=34                    | 5+7+7+1+4+5+4+1=34                    | 5+7+7+1+4+5+4+1=34                    | 5+7+7+1+4+5+4+1=34                    | 5+7+7+1+4+5+4+1=34                    | 5+7+7+1+4+5+4+1=34                    | 5+7+7+1+4+5+4+1=34                    | 5+7+7+1+4+5+4+1=34                    |                     |
| 餘數                          | 34 mod 11 = 1                         | 34 mod 11 = 1                         | 34 mod 11 = 1                         | 34 mod 11 = 1                         | 34 mod 11 = 1                         | 34 mod 11 = 1                         | 34 mod 11 = 1                         | 34 mod 11 = 1                         |                     |
| 校驗碼                        | 餘數非0，故校驗碼為11-1=10，10當A看待 | 餘數非0，故校驗碼為11-1=10，10當A看待 | 餘數非0，故校驗碼為11-1=10，10當A看待 | 餘數非0，故校驗碼為11-1=10，10當A看待 | 餘數非0，故校驗碼為11-1=10，10當A看待 | 餘數非0，故校驗碼為11-1=10，10當A看待 | 餘數非0，故校驗碼為11-1=10，10當A看待 | 餘數非0，故校驗碼為11-1=10，10當A看待 |                     |
| 有效的身份證號碼為G123456(A)  |                                       |                                       |                                       |                                       |                                       |                                       |                                       |                                       |                     |
| 例子                          | L555555                               | L555555                               | L555555                               | L555555                               | L555555                               | L555555                               | L555555                               | L555555                               | L555555             |
| 號碼                          | SPACE=36=3                            | L=21=10                               | 5                                     | 5                                     | 5                                     | 5                                     | 5                                     | 5                                     |                     |
| 比重                          | 9                                     | 8                                     | 7                                     | 6                                     | 5                                     | 4                                     | 3                                     | 2                                     |                     |
| 乘積同餘                      | 27=5                                  | 80=3                                  | 35=2                                  | 30=8                                  | 25=3                                  | 20=9                                  | 15=4                                  | 10                                    |                     |
| 積項和                        | 5+3+2+8+3+9+4+10=44                   | 5+3+2+8+3+9+4+10=44                   | 5+3+2+8+3+9+4+10=44                   | 5+3+2+8+3+9+4+10=44                   | 5+3+2+8+3+9+4+10=44                   | 5+3+2+8+3+9+4+10=44                   | 5+3+2+8+3+9+4+10=44                   | 5+3+2+8+3+9+4+10=44                   | 5+3+2+8+3+9+4+10=44 |
| 餘數                          | 44 mod 11 = 0                         | 44 mod 11 = 0                         | 44 mod 11 = 0                         | 44 mod 11 = 0                         | 44 mod 11 = 0                         | 44 mod 11 = 0                         | 44 mod 11 = 0                         | 44 mod 11 = 0                         | 44 mod 11 = 0       |
| 校驗碼                        | 餘數為0，故校驗碼為0                  | 餘數為0，故校驗碼為0                  | 餘數為0，故校驗碼為0                  | 餘數為0，故校驗碼為0                  | 餘數為0，故校驗碼為0                  | 餘數為0，故校驗碼為0                  | 餘數為0，故校驗碼為0                  | 餘數為0，故校驗碼為0                  |                     |
| 有效的身份證號碼為L555555(0)  |                                       |                                       |                                       |                                       |                                       |                                       |                                       |                                       |                     |
| 例子                          | AB987654                              | AB987654                              | AB987654                              | AB987654                              | AB987654                              | AB987654                              | AB987654                              | AB987654                              | AB987654            |
| 號碼                          | A=10                                  | B=0                                   | 9                                     | 8                                     | 7                                     | 6                                     | 5                                     | 4                                     |                     |
| 比重                          | 9                                     | 8                                     | 7                                     | 6                                     | 5                                     | 4                                     | 3                                     | 2                                     |                     |
| 乘積同餘                      | 90=2                                  | 0                                     | 63=8                                  | 48=4                                  | 35=2                                  | 24=2                                  | 15=4                                  | 8                                     |                     |
| 積項和                        | 2+0+8+4+2+2+4+8=30                    | 2+0+8+4+2+2+4+8=30                    | 2+0+8+4+2+2+4+8=30                    | 2+0+8+4+2+2+4+8=30                    | 2+0+8+4+2+2+4+8=30                    | 2+0+8+4+2+2+4+8=30                    | 2+0+8+4+2+2+4+8=30                    | 2+0+8+4+2+2+4+8=30                    | 2+0+8+4+2+2+4+8=30  |
| 餘數                          | 30 mod 11 = 8                         | 30 mod 11 = 8                         | 30 mod 11 = 8                         | 30 mod 11 = 8                         | 30 mod 11 = 8                         | 30 mod 11 = 8                         | 30 mod 11 = 8                         | 30 mod 11 = 8                         | 30 mod 11 = 8       |
| 校驗碼                        | 餘數非0，故校驗碼為11-8=3             | 餘數非0，故校驗碼為11-8=3             | 餘數非0，故校驗碼為11-8=3             | 餘數非0，故校驗碼為11-8=3             | 餘數非0，故校驗碼為11-8=3             | 餘數非0，故校驗碼為11-8=3             | 餘數非0，故校驗碼為11-8=3             | 餘數非0，故校驗碼為11-8=3             |                     |
| 有效的身份證號碼為AB987654(3) |                                       |                                       |                                       |                                       |                                       |                                       |                                       |                                       |                     |

|                            | 字母                  | 字母                  | 數字                  | 數字                  | 數字                  | 數字                  | 數字                  | 數字                  | 校驗碼                |
| -------------------------- | --------------------- | --------------------- | --------------------- | --------------------- | --------------------- | --------------------- | --------------------- | --------------------- | --------------------- |
| 例子                       | C123456(9)            | C123456(9)            | C123456(9)            | C123456(9)            | C123456(9)            | C123456(9)            | C123456(9)            | C123456(9)            | C123456(9)            |
| 號碼                       | SPACE=36=3            | C=12=1                | 1                     | 2                     | 3                     | 4                     | 5                     | 6                     | 9                     |
| 比重                       | 9                     | 8                     | 7                     | 6                     | 5                     | 4                     | 3                     | 2                     | 1                     |
| 乘積同餘                   | 27=5                  | 8                     | 7                     | 12=1                  | 15=4                  | 16=5                  | 15=4                  | 12=1                  | 9                     |
| 積項和                     | 5+8+7+1+4+5+4+1+9=44  | 5+8+7+1+4+5+4+1+9=44  | 5+8+7+1+4+5+4+1+9=44  | 5+8+7+1+4+5+4+1+9=44  | 5+8+7+1+4+5+4+1+9=44  | 5+8+7+1+4+5+4+1+9=44  | 5+8+7+1+4+5+4+1+9=44  | 5+8+7+1+4+5+4+1+9=44  | 5+8+7+1+4+5+4+1+9=44  |
| 餘數                       | 44 mod 11 = 0         | 44 mod 11 = 0         | 44 mod 11 = 0         | 44 mod 11 = 0         | 44 mod 11 = 0         | 44 mod 11 = 0         | 44 mod 11 = 0         | 44 mod 11 = 0         | 44 mod 11 = 0         |
| 餘數爲0，故C123456(9)有效  |                       |                       |                       |                       |                       |                       |                       |                       |                       |
| 例子                       | AY987654(A)           | AY987654(A)           | AY987654(A)           | AY987654(A)           | AY987654(A)           | AY987654(A)           | AY987654(A)           | AY987654(A)           | AY987654(A)           |
| 號碼                       | A=10                  | Y=34=1                | 9                     | 8                     | 7                     | 6                     | 5                     | 4                     | A=10                  |
| 比重                       | 9                     | 8                     | 7                     | 6                     | 5                     | 4                     | 3                     | 2                     | 1                     |
| 乘積同余                   | 90=2                  | 8                     | 63=8                  | 48=4                  | 35=2                  | 24=2                  | 15=4                  | 8                     | 10                    |
| 積項和                     | 2+8+8+4+2+2+4+8+10=48 | 2+8+8+4+2+2+4+8+10=48 | 2+8+8+4+2+2+4+8+10=48 | 2+8+8+4+2+2+4+8+10=48 | 2+8+8+4+2+2+4+8+10=48 | 2+8+8+4+2+2+4+8+10=48 | 2+8+8+4+2+2+4+8+10=48 | 2+8+8+4+2+2+4+8+10=48 | 2+8+8+4+2+2+4+8+10=48 |
| 餘數                       | 48 mod 11 = 4         | 48 mod 11 = 4         | 48 mod 11 = 4         | 48 mod 11 = 4         | 48 mod 11 = 4         | 48 mod 11 = 4         | 48 mod 11 = 4         | 48 mod 11 = 4         | 48 mod 11 = 4         |
| 餘數非0，故AY987654(A)無效 |                       |                       |                       |                       |                       |                       |                       |                       |                       |

備註
1. 1 2  字母在計算時，A當10看待，B當11看待，如此類推
2. ↑  校驗碼為A者，當10看待

### 身份證上的符號
在香港身份證上，出生日期項目之下，會印有一串符號及英文字母及數字（例如***AZ）

#### 第二代電腦身份證
| 符號                  | 說明                                                             |
| 第一行                | 第一行                                                           |
| --------------------- | ---------------------------------------------------------------- |
|                       | 持證人年齡為18歲或以上及有資格申領回港證                         |
|                       | 持證人年齡為11歲至17歲及有資格申領回港證                         |
| A                     | 持證人擁有香港居留權                                             |
| B                     | 持證人所報稱的出生日期、出生地點或性別自首次登記以後，曾作出更改 |
| C                     | 持證人登記領證時在香港的居留受到入境事務處處長的限制             |
| F                     | 持證人的性別是女性                                               |
| M                     | 持證人的性別是男性                                               |
| N                     | 持證人所報的姓名自首次登記以後，曾作出更改                       |
| O                     | 持證人報稱在香港、中國大陸和澳門以外出生                         |
| R                     | 持證人擁有香港入境權                                             |
| U                     | 持證人登記領證時在香港的居留不受入境事務處處長的限制             |
| W                     | 持證人報稱在澳門出生                                             |
| X                     | 持證人報稱在中國大陸出生                                         |
| Y                     | 持證人所報的出生日期已由入境事務處與其出生證明書或護照核對       |
| Z                     | 持證人報稱在香港出生                                             |
| 第二行                |                                                                  |
| H1, K2, S1, P1, V1 等 | 身份證發出的辦事處代號                                           |
| L                     | 持證人曾遺失身份證，L1表示遺失一次，L2表示遺失二次，如此類推     |

#### 智能身份證
| 符號                                                                                          | 說明                                                   |
| 持證人申領香港特別行政區回港證的資格                                                          | 持證人申領香港特別行政區回港證的資格                   |
| --------------------------------------------------------------------------------------------- | ------------------------------------------------------ |
|                                                                                               | 持證人年齡為18歲或以上及有資格申領香港特別行政區回港證 |
|                                                                                               | 持證人年齡為11歲至17歲及有資格申領香港特別行政區回港證 |
| 持證人在香港的居留身份                                                                        |                                                        |
| A                                                                                             | 持證人擁有香港居留權                                   |
| C                                                                                             | 持證人登記領證時在香港的居留受到入境事務處處長的限制   |
| R                                                                                             | 持證人擁有香港入境權                                   |
| U                                                                                             | 持證人登記領證時在香港的居留不受入境事務處處長的限制   |
| 持證人申報的出生地                                                                            |                                                        |
| O                                                                                             | 持證人報稱在香港、中國內地和澳門以外出生               |
| W                                                                                             | 持證人報稱在澳門出生                                   |
| X                                                                                             | 持證人報稱在中國內地出生                               |
| Z                                                                                             | 持證人報稱在香港出生                                   |
| 其他資料                                                                                      |                                                        |
| B                                                                                             | 持證人所報稱的出生日期或地點自首次登記以後，曾作出更改 |
| N                                                                                             | 持證人所報的姓名自首次登記以後，曾作出更改             |
| 來源 : 入境處 智能身份證 - 智能身份證的外形特點和設計 存檔副本，存档于（存檔日期 2022-12-17） |                                                        |

#### 香港身份證種類和符號下的影響
| 身份證類型           | 標記及入境身份        | 標記及入境身份        | 入境權利             | 使用e道    | 僱主無須查閱旅行證件 | 永久離港可继续持有身份證 | 身份證號碼通常終身不變                                                                       | 身份證單獨失效情況   | 身份證單獨失效情況 |
| -------------------- | --------------------- | --------------------- | -------------------- | ---------- | -------------------- | ------------------------ | -------------------------------------------------------------------------------------------- | -------------------- | ------------------ |
| 香港永久性居民身份證 | 香港永久性居民身份證  | 香港永久性居民身份證  | · 法定權利           | check      | check                | · 無需交回               | check                                                                                        | 除全民换证外不會失效 | 全民換證           |
| 香港居民身份證       | 「R」                 | 「R」                 | · 法定權利           | check      | · 但一定有權在港工作 | · 無需交回               | check                                                                                        | 被解遞離境           | 全民換證           |
| 香港居民身份證       | 「*」、「***」、「U」 | 「*」、「***」、「U」 | · 不受入境處處長限制 | check      | · 但一定有權在港工作 | · 無需交回               | check                                                                                        | 連續12個月不在香港   | 全民換證           |
| 香港居民身份證       | 「C」                 | 單程證                | · 受入境處處長限制   | check      | · 但一定有權在港工作 | · 無需交回               | check                                                                                        | 簽證身份書到期       | 全民換證           |
| 香港居民身份證       | 「C」                 | 其它入境計劃          | · 受入境處處長限制   | check      | ☒                    | · 無需交回               | check                                                                                        | 签证到期或中止       | 全民換證           |
| 香港居民身份證       | 「C」                 | 學生                  | · 受入境處處長限制   | · 需要登记 | ☒                    | · 無需交回               | check                                                                                        | 签证到期或中止       | 全民換證           |
| 香港居民身份證       | 「C」                 | 外籍家庭傭工          | · 受入境處處長限制   | · 需要登记 | ☒                    | · 無需交回               | 喪失原身份再度以非外籍家庭佣工、输入劳工的其它身份來港居留需編配非屬W、WX、及J字頭之新號碼 · | 簽證到期或合約結束   | 全民換證           |
| 香港居民身份證       | 「C」                 | 輸入勞工              | · 受入境處處長限制   | · 需要登记 | ☒                    | check                    | 喪失原身份再度以非外籍家庭佣工、输入劳工的其它身份來港居留需編配非屬W、WX、及J字頭之新號碼 · | 簽證到期或合約結束   | 全民換證           |
| 領事團身份證         | 領事團身份證          | 領事團身份證          | · 受入境處處長限制   | · 需要登记 | ☒                    | 結束在港服務需交回       | 喪失原身份再度以非外籍家庭佣工、输入劳工的其它身份來港居留需編配非屬W、WX、及J字頭之新號碼 · | 領事館工作結束       | 領事團身份證換證   |

## 交回身份證的情況

### 遺失與拾獲
任何人士遺失香港身份證，須在14日內親身往任何一間人事登記辦事處申請補領新證。倘若尋回已報失身份證，市民須盡快把該證交回人事登記辦事處或警署。任何人士如無合理解釋，而持有已向人事登記辦事處報失的身份證，即屬違法，最高可被判罰款港幣一萬及監禁一年。
如撿獲他人身份證，亦應交到鄰近的警署或人事登記辦事處。

### 死亡
《香港法例》第177A章《人事登記規例》規定，獲發身分證的人死亡後其身分證即告停止生效，管有死者的身份證的人，須在該死者死亡日期後30天内，交回人事登記處處長以作取消，取消後可選擇拿回已取消的身份證。

### 失去香港（非永久性）居民身份
在1987年以前，任何人士如需長期離開香港，或須根據當時的《人事登記規例》第17條，在離開前通知登記主任及向當局交回其香港身份證。但有關安排在香港居留權立法後予以廢除。現時沒有香港居留權和香港入境權的非永久性居民，包括补充劳工计划下的输入劳工，在失去香港居民身份後，並不需要向政府交還其香港身份證，如他們重獲屬非永久性居民的簽證/進入許可或單程證且原有香港身份證未被宣告失效的情況下，其原有的身份證在使用香港居民身份入境香港後即重新生效。

## 榮譽
- 亞太資訊及通訊科技大獎——電子政府與社會項目大獎（2004年）[41]

### 引用
1. ↑  . 港生活. 香港經濟日報.   [2018-10-23]. （原始内容存档于2021-05-13）. （页面存档备份，存于）
2. ↑  . 2012-07-13  [2013-03-02]. （原始内容存档于2011-10-02）. （页面存档备份，存于）
3. 1 2   . www.elegislation.gov.hk. 2018-04-26  [2013-03-02] （英语及中文（香港））.
4. 1 2  . 香港電台. 2020-11-16  [2023-01-23]. （原始内容存档于2023-03-18） （粵語）. （页面存档备份，存于）
5. 1 2  . 香港電台. 2020-11-17  [2023-01-23]. （原始内容存档于2023-03-18） （粵語）. （页面存档备份，存于）
6. ↑  . 香港特別行政區-入境事務處.   [2008-07-14]. （原始内容存档于2021-05-13） （中文（繁體））. （页面存档备份，存于）
7. ↑  . 東網. 2020-03-08  [2020-11-24]. （原始内容存档于2021-05-13） （中文（香港））. （页面存档备份，存于）
8. ↑  第二代智能證 可辨容貌 （页面存档备份，存于），東方日報，2012年9月17日
9. ↑  新身份證「兩道門」防隔空洩密 （页面存档备份，存于），東方日報，2014年1月7日
10. ↑  2018年新身份證 八秒過e道 （页面存档备份，存于），東方日報，2015年1月30日
11. ↑  新智能身份證12.27起更換 85至86年出生優先 （页面存档备份，存于），on.cc東網，2018年10月18日
12. ↑  【換身份證】12月27日起換證 85至86年出生市民先換（附時間表） （页面存档备份，存于），香港01，2018年10月18日
13. ↑  . 香港電台. 2023-01-26  [2023-01-30]. （原始内容存档于2023-04-05）. （页面存档备份，存于）
14. ↑  新智能身份證今起申領 人事登記中心未見人龍 （页面存档备份，存于），on.cc東網，2018年11月26日
15. ↑  . 《人民日报海外版》. 2019-10-22  [2019-10-24]. （原始内容存档于2019-10-23） （中文（中国大陆））. （页面存档备份，存于）
16. ↑  立法會七題：智能身份證功能 （页面存档备份，存于） 香港特區政府新聞稿，2008年7月2日
17. ↑  簽發千萬張 耗款逾七億 （页面存档备份，存于） 《東方日報》 2012年9月17日
18. ↑  https://www.immd.gov.hk/hks/press/press-releases/20240618.html
19. 1 2   . www.elegislation.gov.hk. 2015-02-09  [2023-05-06] （英语及中文（香港））.
20. ↑  . www.consumptionvoucher.gov.hk. 2023-05-29. （原始内容存档于2023-06-24） （中文（香港））. （页面存档备份，存于）
21. ↑  .   [2015-11-19]. （原始内容存档于2015-11-08）. （页面存档备份，存于）
22. ↑  .   [2015-11-19]. （原始内容存档于2015-11-08）. （页面存档备份，存于）
23. ↑  非澳門居民之入境及出境 的存檔，存档日期2015-02-11.
24. ↑  . 澳門科技大學.   [2023-05-06] （中文（澳門））.[]
25. ↑   (PDF).   (PDF). 澳門: 澳門特別行政區政府新聞局. 2015: 478. ISBN 978-99937-56-32-3. 持有法定有效進出本澳的證件之中國籍人士，包括內地居民(逗留最多 30 天 )、香港居民 ( 持有載有“*”、 “* * *”和“R”代號之香港身份證、香港永久性居民身份證、回港證之人士，准予在澳逗留最多一年)、台灣同胞(逗留最多 30 天)可豁免簽證及入境許可。
26. ↑  . 中華人民共和國澳門特別行政區政府人口網站.   [2022-11-19]. （原始内容存档于2021-12-11） （中文（澳門））. （页面存档备份，存于）
27. ↑  .   [2015-11-19]. （原始内容存档于2015-11-08）. （页面存档备份，存于）
28. ↑   (PDF).   [2022-12-17]. （原始内容存档 (PDF)于2023-03-25）. （页面存档备份，存于）
29. 1 2  .   [2013-08-21]. （原始内容存档于2021-05-13）. （页面存档备份，存于）
30. ↑  智能id常見問題——有關智能身份證 的存檔，存档日期2009-09-08.
31. 1 2 3 4 5 6 7 8 9 10 11 12 13  . accessinfo.hk.   [2020-10-10]. （原始内容存档于2021-05-13）. （页面存档备份，存于）
32. 1 2  . 明報. 2011-11-21. （原始内容存档于2011-11-22） （中文）. （页面存档备份，存于）
33. 1 2  .   [2014-05-08]. （原始内容存档于2014-05-12）. （页面存档备份，存于）
34. ↑   (PDF). legco.gov.hk. 2003  [2024-10-21]. （原始内容存档 (PDF)于2024-12-11） （中文）. 15.  ... 就獲委派的歐共體辦事處的主任及 人員，以及他們在香港特區的家人而言，由於他們不屬於《人 事登記規例》第 2 條所界定的“領事”及“領事館職員”， 當局自該辦事處於一九九三年成立起便有行政安排，為他們 簽發印有“EC”字頭身份證號碼的普通身份證。 16. 不過，歷年來的運作經驗顯示，現有的行政安排未能 完全達致容易識別歐共體辦事處人員的目的。... 為達致這個政策目的，我們建議修訂《人 事登記規例》。 17. ...作出修訂， 使歐共體辦事 處獲委派的主任及人員，以及其在香港特區的家人，與領 事、領事館職員及其在香港特區的家人一樣，可獲發領事團 身份證。...
35. ↑   (PDF). 入境事務處. 香港. 2018  [2022-12-05]. （原始内容存档 (PDF)于2021-08-06）. （页面存档备份，存于）
36. ↑  .   [2016-10-11]. （原始内容存档于2017-03-26）. （页面存档备份，存于）
37. ↑  . www.immd.gov.hk.   [2023-12-13]. （原始内容存档于2023-12-13）.
38. ↑  . 香港政府一站通.   [2022-12-05]. （原始内容存档于2022-12-05）. （页面存档备份，存于）
39. ↑  https://www.labour.gov.hk/common/public/pdf/sld/ESLS_Pamphlet(Chi).pdf
40. ↑   (PDF). 香港立法會. 2011-01-10  [2023-05-01]. （原始内容存档 (PDF)于2023-01-21） （中文（香港））. （页面存档备份，存于）
41. ↑  「入境處憑電子護照奪APICTA四連冠」《e-zone》第490期，頁12，2008年1月3日

## 外部連結
- 香港入境處 （页面存档备份，存于）
- 香港智能身份證 （页面存档备份，存于）
- 新智能身份證 （页面存档备份，存于）
- 香港身份證歷史 （页面存档备份，存于）
- 香港身份證正面所載的資料 （页面存档备份，存于）
- 香港身份證號碼 驗證邏輯和教學 （页面存档备份，存于）